# A3-as autópálya (Szlovénia)
Az A3-as autópálya (szlovénul: avtocesta A3) egy Szlovéniában található, az A1-es autópályát kapcsolja össze az olasz határon lévő fontos kikötővárossal Triesztel. A sztráda  12 km hosszú, melyet teljes egészében a DARS kezel. Fontos a Balkán és Olaszország kapcsolatában is hiszen, olyan olasz nagyvárosokkal köti össze a régiót, mint Velence, Verona vagy éppen Milánó.

## Európai útszámozás
| Szám | Útvonal                             |
| ---- | ----------------------------------- |
|      | Divača (Razcep Gabrk) - Fernetiči / |